# 三城 (华盛顿州)
46°13′25″N 119°08′09″W / 46.22361°N 119.13583°W
三城（Tri-Cities）是美國華盛頓州東南部的一個中型都會區，由三個相鄰的城市組成：肯纳威克、帕斯科和里奇兰。本區位於华盛顿州东部全乾燥區的雅基馬河、斯内克河和哥倫比亞河匯流處。第四個城市西里奇兰，通常也包括在三城地區。每個城市都與另一個城市或此地區中的河流接壤，讓三城看起來像是一個統合的中等大小社區。
2010年美國人口普查時三城人口為253,340人，是為華盛頓州第四大的都會統計區，僅次於西雅圖都會區、斯波坎都會區和鄰近俄勒岡州波特蘭（但屬於華盛頓州）的溫哥華。
位於帕斯科的三城機場提供此地區商業及民間的航空服務。帕斯科是富蘭克林郡的郡治，而其它兩個城市則位於本頓郡。

## 著名人士

### 藝術及文學
- 恰克·帕拉尼克，小说家 - 鬥陣俱樂部

### 商業、科學及其它
- 約翰·惠勒 - 理論物理學家, 愛因斯坦的合作者

### 藝人及音樂家
- 黃宗霑，奧斯卡金像獎攝影獎得主

### 體育
- 布赖恩·厄拉赫 — 芝加哥熊隊職業盃線衛
- 霍普·索洛 — 美国国家女子足球队守門員

## 外部連結
- （英文） Kennewick website
- （英文） Richland website（页面存档备份，存于）
- （英文） Pasco website
- （英文） Kennewick School District website（页面存档备份，存于）
- （英文） Richland School District website（页面存档备份，存于）
- （英文） Pasco School District website（页面存档备份，存于）
- （英文） Pasco Chamber of Commerce site（页面存档备份，存于）
- （英文） Tri-Cities Visitors and Convention Bureau website（页面存档备份，存于）
- （英文） Tri-Cities Airport website（页面存档备份，存于）
- （英文） WSU Tri-Cities website（页面存档备份，存于）
- （英文） Hanford website（页面存档备份，存于）
- （英文） Pacific Northwest National Laboratory (PNNL) website（页面存档备份，存于）
- （英文） Tri-City Development Council（页面存档备份，存于）